# Persia (región)
Persia (del latín Persa(e), y este del griego Περσίς y Περσική; gentilicio: persa) es una región histórica ubicada al suroeste del Irán moderno (ahora la provincia de Fars). Se cree que los persas emigraron inicialmente desde Asia Central o, más posiblemente, desde el norte a través del Cáucaso. Luego habrían emigrado a la región actual de Persia a principios del primer milenio antes de Cristo. El nombre del país Persia se deriva directamente del antiguo persa Parsa.

## Historia

### El primer imperio
Antes del surgimiento de la nación persa, la zona del Oriente Próximo venía siendo azotada por las guerras. El foco de estas guerras era el pueblo agresor y militarista de Asiria. Los asirios constantemente lanzaban campañas contra los pueblos que los rodeaban, saqueando, efectuando matanzas y deportando a las poblaciones o a sus clases dirigentes por lo menos. Esto provocó un gran deterioro humano y económico en toda la zona, incluso en Asiria, que llegó a despoblarse debido a las graves bajas sufridas en las guerras. Finalmente Asiria comenzó a debilitarse, sus enemigos se unieron en una gran coalición, la derrotaron y para el año 610 a. C. los asirios habían sido totalmente sometidos. La nueva situación mostró cuatro nuevos ejes de poder: en el actual Irán y el este de Turquía, los medos; en Mesopotamia, Siria y Palestina los neobabilonios; en el Norte de África los egipcios, que intentaban extender su influencia a Palestina y Siria; y en la zona de Turquía, diferentes estados, con influencias griegas. Estos estados englobaban variadas poblaciones, no todas sumisas al nuevo orden.[cita requerida] Siguió habiendo guerras, pero no tan cruentas como las campañas asirias. El mayor problema era que, a pesar de tener un gobierno nominal, estaban desorganizados. Muchos de esos gobiernos eran intolerantes y cobraban impuestos excesivos. Los persas eran un núcleo de pueblos con identidad propia que habitaban en el sur del actual Irán, estando sometidos al gobierno de los medos, pero con un cierto grado de autogobierno.

### La expansión persa
En el 559 a. C. asume el trono de Persia Ciro II, de la dinastía Aqueménida. Hasta ese momento los persas eran nominalmente súbditos de los medos. Con Ciro esto cambió, puesto que independizó al país y lanzó a continuación una guerra de conquista contra sus antiguos amos. A pesar de haberlos derrotado, Ciro les permitió seguir ocupando cargos y mantener cierta autonomía. Luego se dedicó a conquistar las zonas del Asia Central y la frontera con la India, donde se fundaron ciudades y se construyeron fortificaciones para proteger el Imperio frente a los ataques de los nómadas del Asia Central. A continuación las fuerzas persas pasaron a la ofensiva en Asia Menor y subyugaron el reino de Lidia, cuyo rey era el famoso Creso. Esta zona junto con Jonia estaba poblada por griegos o tenía influencia griega, lo que hizo que la población fuera levantisca. Luego de un periodo sin guerras los persas atacaron Babilonia apoderándose además de toda la Mesopotamia, Siria y Palestina. Los persas liberaron a los palestinos de su cautiverio en Babilonia y en muchas zonas fueron recibidos como libertadores. Luego de estas campañas falleció Ciro II y lo sucedió en el trono Cambises, que conquistó Egipto para Persia. Egipto nunca aceptó el dominio persa, por lo que eran frecuentes las conspiraciones y los alzamientos. En varias oportunidades se sublevó y logró recuperar su independencia por algún tiempo. También las zonas griegas del Asia menor se sublevaron entre 499 y 494 a. C. (revuelta jónica) con ayuda de los griegos de Europa especialmente de Atenas, lo que llevó a los persas a tratar de eliminar la amenaza griega en dos oportunidades, fracasando estrepitosamente. A partir de la derrota en Grecia los griegos con sus recursos limitados pasaron a la ofensiva, atacando en algunos puntos o apoyando a los revoltosos en otros, sin dañar demasiado al Imperio aqueménida. Los persas hábilmente promovieron la rivalidad entre Atenas y Esparta.
Los persas llegaron a ocupar territorios desde el norte de Grecia hasta el río Indo y el Amu Daria, incluyendo Tracia, Egipto, Oriente Próximo, Asia Menor y el Cáucaso.

### Cronología
- 559: Ciro II; es coronado como rey de los persas.
- 549 al 546: Tras sublevarse los persas conquistan Media.
- 546: Ciro conquista Asia Menor, toma Sardes y hace prisionero a Creso el rey de Lidia.
- 539: Los persas conquistan Babilonia.
- 530: Cambises II es el nuevo rey.
- 525: Los persas conquistan Egipto.
- 522: Revuelta en Libia contra los persas. Darío I es proclamado rey.
- 516: Campañas de Darío en Tracia.
- 499: Revuelta en Jonia contra los persas.
- 498: Sublevación de Caria y Chipre.
- 494: Sumisión de los Carios y toma de Mileto, la principal ciudad jonia.
- 490: Primera guerra médica, los griegos rechazan la invasión persa en la batalla de Maratón.
- 486: Muerte de Darío mientras preparaba una campaña contra los griegos. Sublevación en el delta del Nilo. Jerjes, su hijo, asume el trono.
- 480: Segunda guerra médica, los griegos consiguen aguantar cinco días, pero los persas consiguen cruzar el paso de las Termópilas y llegan a Atenas para reducirla a cenizas.
- 479: Se subleva Babilonia sin éxito, treinta mil griegos, de los cuales diez mil espartanos, interceptan a los persas en Platea; una batalla que dará comienzo a la caída del Imperio persa.
- 465: El rey Jerjes es asesinado; asume el gobierno Artajerjes I.
- 459: Los atenienses lanzan una expedición para liberar Egipto pero los persas triunfan al mando de Flor.

### La caída del Imperio persa
Los persas no tenían rivales militares gracias a su gran ejército, excepto los griegos que eran superiores en sus tácticas. Los griegos tenían en su contra la gran fragmentación política. En Grecia el poder estaba dividido entre ciudades estado, mientras que Persia era un imperio enorme totalmente unificado. Los reyes persas hábilmente promovieron las disputas entre estados griegos para evitar que alguno tuviera la hegemonía. Pero finalmente eso sucedió.
Alrededor del año 350 a. C., Filipo II, el rey de Macedonia, emprendió una política expansiva de su reino, organizando un ejército regular muy profesional y creando armamentos y tácticas aún superiores a las clásicas tácticas griegas. Gracias a esto logró unificar amplias zonas de Grecia incorporándolas a su reino y sometiendo a su mandato con cierto grado de autonomía al resto de las ciudades griegas con excepción de Esparta. Filipo obligó a los estados griegos a cesar las luchas, colocó guarniciones macedonias en los puntos estratégicos y se formó una liga de estados griegos que formarían un ejército para invadir el Imperio Persa. Cuando todo estaba preparado Filipo fue asesinado. Entonces su hijo Alejandro ocupó el trono. La invasión debió demorarse para volver a someter a los estados griegos que ante la muerte de Filipo pretendieron recobrar su independencia. Alejandro logró dominarlos y en el año 334 a. C. cruzó al Asia menor y derrotó a los persas en Granico. Las ciudades jonias resistieron la invasión griega cosa que sería sorprendente 150 años atrás. Alejandro, después de tomar esas ciudades, tomó la mayor parte de Asia Menor con poca resistencia. Un año después todo el poderío del ejército persa lo enfrentó en la batalla de Issos y nuevamente los persas fueron derrotados; después de esto cayeron en poder griego siria, donde las ciudades fenicias resistieron, Palestina y Egipto, donde los griegos fueron bienvenidos como libertadores. En el año 331 a. C. los griegos entraron en Mesopotamia, a pesar de que el rey persa Darío les ofreció la paz estos la rechazaron. Los persas se enfrentaron a los griegos en la histórica batalla de Gaugamela con un renovado ejército pero fueron derrotados una vez más, y el rey Darío fue asesinado por los nobles. Los griegos tomaron Babilonia y las ciudades de Susa, Persépolis y Ecbatana, siendo Persépolis incendiada para vengar la destrucción de Atenas durante la invasión persa a Grecia. Los persas continuaron resistiendo con una guerra al estilo guerrillero en las zonas del norte y el este de Irán y el Asia Central, pero los griegos finalmente lograron invadir también esas zonas aplastando los últimos focos de resistencia. A pesar de la caída el estado persa resurgió y desapareció varias veces a través de la historia y su legado se extiende hasta el actual estado de Irán.

## Política

### Características de la administración persa
El sistema de gobierno era una monarquía absoluta hereditaria donde el rey era considerado la forma antropomórfica de dios en la tierra. El rey debía ser el mejor guerrero, como también el mejor cazador. Disponía de un ejército personal: los "Inmortales".
Los gobiernos persas se caracterizaron por su despotismo militar; la autoridad del emperador era absoluta, estaba defendido y sostenido por los Inmortales.
El gobierno persa trajo muchas novedades en materia política y económica para la época; entre ellos:
- Tolerancia religiosa y de las costumbres locales.
- Mantenimiento de estructuras administrativas locales.
- División del territorio en Satrapías que eran auditadas todos los años siendo castigado el Sátrapa si la población no estaba contenta con su gestión.
- Sustracción impositivo del comercio y baja general de todos los impuestos.
- Simplificación del comercio mediante construcción de caminos y canales navegables además de la unificación territorial que hacía menos peligrosos los viajes.
- Creación de reservas de moneda en distintos puntos del imperio, y difusión del crédito.
- Creación de guarniciones repartidas por el imperio que respondían tan solo a la autoridad real.
- Creación de un sistema unificado de pesos y medidas.
- La administración local se focalizaba en la manutención de los caminos y obras públicas, el combate a la delincuencia y la productividad de la agricultura.

Todas estas medidas produjeron un auge en el comercio a lo largo del imperio incentivando de gran manera el desarrollo económico lo que logró poner del lado persa algunas zonas que originalmente los rechazaban y eran revoltosas como las ciudades jonias por ejemplo.
Con respecto al sistema de administración de las provincias, llamadas satrapías, estas se componían de tres funcionarios: un general, un secretario y el jefe de provincia.
Cada uno desempeñaba un papel para que no hubiera corrupción en sus colonias. Además un Inspector Real solía pasar cada determinado período de tiempo para verificar que todo estuviera en orden dentro de la provincia, y luego informaba al rey sobre el asunto.

### Ejército
El ejército persa se caracterizaba por dos cosas: destreza y puntería. El ejército personal se componía de soldados entrenados para la batalla llamados los "Inmortales". Era un ejército de 12 000 hombres; se les decía así porque cada vez que caía uno era repuesto por otro de la reserva; y los arqueros a caballo, eran una especialidad de los persas que requería una coordinación y habilidad excepcional, que combinaba la arquería con la caballería. Era heterogéneo. La guardia del rey eran “Los Diez Mil Inmortales”. Había batallones de lanceros, arqueros y caballería, así como mercenarios.

En la educación de los hijos, que dura desde los cinco hasta los veinte años, solamente les enseñan tres cosas: montar a caballo, disparar el arco y decir la verdad.
Heródoto, CXXXVI.

La organización de las provincias permitía el rápido y eficaz reclutamiento de tropas.

### Zonas hostiles a los persas
Las zonas que más rechazaron a los persas fueron Jonia, Egipto, Mesopotamia y Media. Los jonios tenían una idiosincrasia distinta, basados en el modelo de ciudad estado griego, en los primeros años se sublevaron constantemente contra los persas pero luego con el auge económico se transformaron en súbditos leales del imperio. En Media también los persas sufrieron revueltas, ante el recelo medo de haberse convertido de amos en siervos, pero la política persa de tolerancia rindió sus frutos, quedando apaciguados los ánimos. En Babilonia la población recordaba los viejos tiempos de gloria y por ello la ciudad se sublevó. Esta ciudad era el núcleo agrícola e industrial del imperio y ante la sublevación la represión fue tan brutal que nunca más Babilonia se alzó. En Egipto las causas del alzamiento son similares, además de contar con el apoyo de los griegos. Egipto se sublevó en reiteradas oportunidades siendo en todas luego de un tiempo reconquistado por los persas.

### La debilidad del Imperio persa
El principal punto débil del Imperio persa era su organización militar. A pesar de contar con un ejército y una flota incomparable en números, su organización y tácticas eran débiles. El ejército estaba compuesto por un núcleo de élite que era la guardia personal del emperador, también llamados los Inmortales, y luego a estos se sumaban elementos de todos los pueblos dominados; no existían unidades estándar sino que era un ejército muy heterogéneo. Este ejército casi carecía de tácticas para combatir en formaciones. Esto contrastaba con los ejércitos griegos que eran en muchos casos muy disciplinados y experimentados y además tenían tácticas de combate y equipos muy superiores a los persas. De esta manera un pequeño número de griegos podía mantener a raya a un contingente persa varias veces superior como quedó demostrado en la batalla de las Termópilas donde siete mil griegos, 300 de ellos espartanos, los mejores soldados griegos comandados por su rey Leónidas mantuvieron a raya a un ejército de doscientos mil persas (según Heródoto) durante las guerras médicas.

## Cultura persa
De la misma forma que en la agricultura y el comercio, el Imperio persa jugó un rol preponderante en el desarrollo material de su civilización. Existía el concepto de arte imperial, situación que implicaba que las manifestaciones artísticas debían reflejar las creencias e intereses de las autoridades imperiales y crearon la tintura.